# 강릉문성고등학교
강릉문성고등학교(江陵文成高等學校)는 대한민국 강원특별자치도 강릉시 지변동에 있는 사립 고등학교이다.

## 학교 연혁
- 1986년 4월 8일 : 학교법인 "문성학원" 설립인가
- 1986년 8월 21일 : 제1대 정화국 이사장 취임
- 1987년 5월 4일 : 강릉시 지변동 산54번지에 신축교사 기공식
- 1987년 11월 18일 : 강릉문성고등학교 설립인가(남, 여 12학급)
- 1988년 3월 2일 : 초대 김병오 교장 취임
- 1988년 3월 2일 : 제1회 신입생 입학식(336명) 거행
- 1988년 5월 4일 : 개교식 거행
- 1991년 2월 11일 : 제1회 졸업식(316명) 거행
- 1995년 8월 24일 : 지성관 준공(지상 5층) 유도장, 과학실, 전산실, 예법실, 기숙실
- 1999년 12월 16일 : 인의관 준공(지상 5층) 식당, 매점, 도서실, 기숙사 33실
- 2005년 4월 12일 : 친향관 준공식(1층 357*2=714석, 2층 215석, 식당 600석, 회의실 144석)
- 2007년 4월 7일 : 제2대 문성학원 김영중 이사장 취임
- 2007년 5월 10일 : 축구부 창단
- 2011년 6월 20일 : 인조잔디운동장 조성 준공
- 2012년 7월 20일 : 학칙변경(인터넷정보과 2학급, 보통과 8학급으로 학과개편) 인가
- 2024년 3월 4일 : 제9대 함길주 교장 취임
- 2025년 1월 3일 : 제35회 졸업식(201명, 누계 11,328명)

## 설치 학과
- 일반학과
- 사무회계과

## 참고 자료
- 강릉문성고등학교 - 한국교육학술정보원 학교알리미